# 214715 Silvanofuso
214715 Silvanofuso este un asteroid din centura principală de asteroizi.

## Descriere
214715 Silvanofuso este un asteroid din centura principală de asteroizi. A fost descoperit pe 10 octombrie 2006 la San Marcello Pistoiese de Luciano Tesi și Giancarlo Fagioli. Asteroidul prezintă o orbită caracterizată de o semiaxă mare de 3,02 ua, o excentricitate de 0,10 și o înclinație de 9,9° în raport cu ecliptica.